# 덕산중학교 (경남)
덕산중학교(德山中學校)는 대한민국 경상남도 산청군 시천면 원리에 있는 공립 중학교이다.

## 학교 연혁
- 1958년 4월 10일 : 개교(단성중학교 덕산분교)
- 1967년 9월 8일 : 덕산중학교 독립인가(6학급)
- 1979년 3월 8일 : 현 위치로 교사 이전
- 2019년 2월 9일 : 7학급(특수학급 1) 개편 인가
- 2022년 3월 2일 : 제18대 김봉애 교장 취임
- 2023년 3월 2일 : 제66회 입학식(남 12명, 여 13명 계 25명)

## 참고 자료
- 덕산중학교 - 한국교육학술정보원 학교알리미